# English Masters 1983
Das English Masters 1983 im Badminton fand vom 12. bis 15. Oktober 1983 in Warrington, England, statt.

## Finalresultate
| Disziplin    | Sieger                           | Finalist                         | Ergebnis           |
| ------------ | -------------------------------- | -------------------------------- | ------------------ |
| Herreneinzel | Jens Peter Nierhoff              | Icuk Sugiarto                    | 15:7, 15:12        |
| Dameneinzel  | Chen Ruizhen                     | Helen Troke                      | 12:9, 11:12, 11:1  |
| Herrendoppel | Thomas Kihlström Stefan Karlsson | Rudy Heryanto Hariamanto Kartono | 12:15, 15:8, 15:11 |
| Damendoppel  | Chen Ruizhen Zheng Jian          | Gillian Clark Gillian Gilks      | 7:12, Aufgabe      |
| Mixed        | Martin Dew Gillian Gilks         | Mike Tredgett Karen Chapman      | 15:5, 15:8         |